# Sterna dougallii

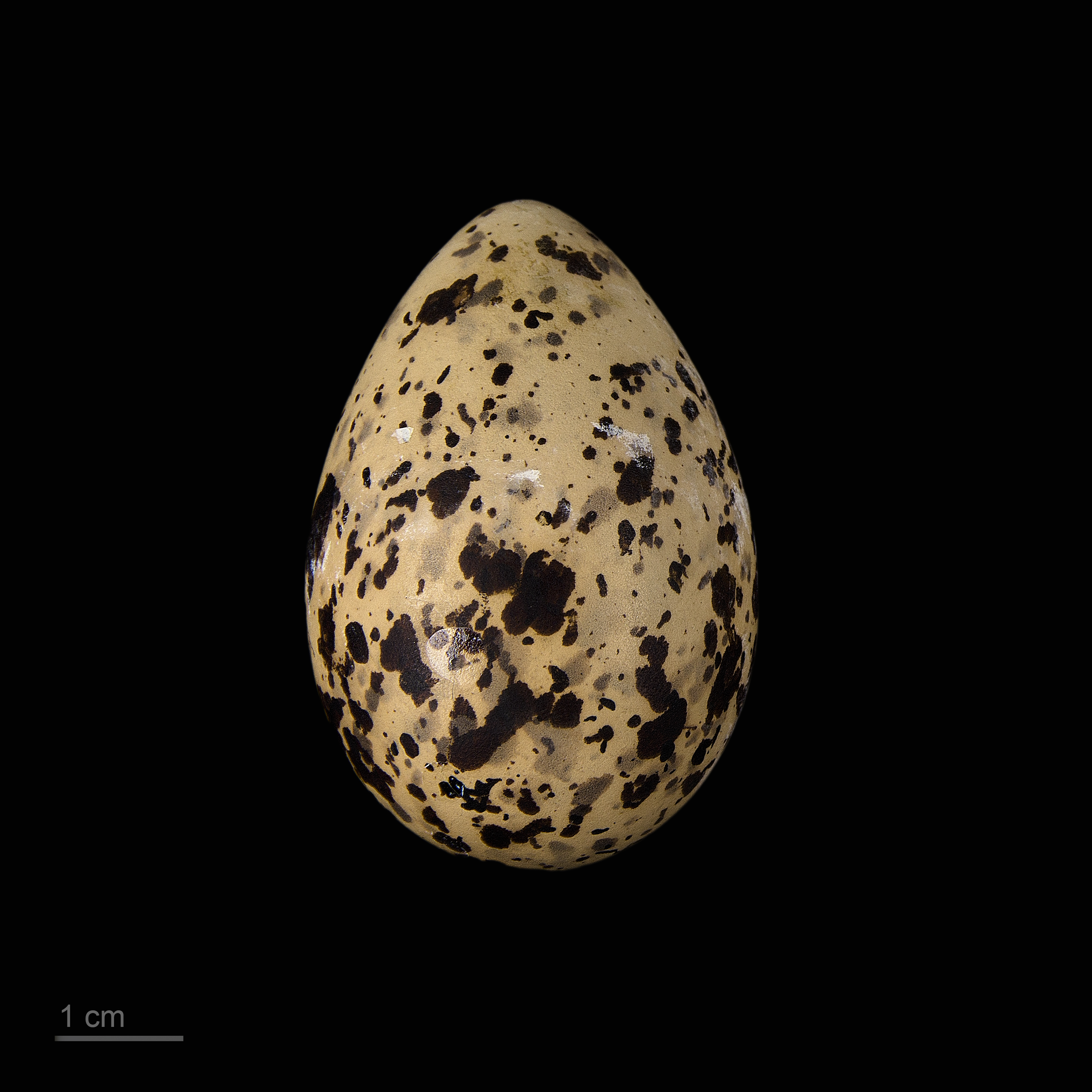
Sterna dougallii dougallii

La sterna di Dougall (Sterna dougallii, Montagu 1813), è un uccello della sottofamiglia Sterninae nella famiglia Laridae.

## Descrizione
La sterna di Dougall è una delle sterne più rare, tuttavia viene spesso confusa con la sterna comune, essendo molto simile ad essa sia per dimensioni, sia per tipologia di piumaggio, piumaggio che è pressoché identico negli esemplari maschi e femmina. Presentano inoltre zampe e becco di un colore rosso acceso, con la punta di quest'ultimo che si scurisce notevolmente fino a diventare nera. La loro coda è forcuta mentre il capo è nero. 
Negli esemplari più giovani il becco, così come le zampe, tendono al nero.

## Distribuzione e habitat
Questa sterna abita tutti i continenti, con l'esclusione delle zone artiche e antartiche, della costa occidentale delle Americhe (meno quella del Messico), della Russia e delle zone interne di Africa e Medio Oriente. È un uccello esclusivamente marino, in cui si distribuisce sui vari habitat: pelagico, epipelagico e neritico.

## Tassonomia
Sterna dougallii ha cinque sottospecie::
- S. dougallii dougallii
- S. dougallii arideensis
- S. dougallii korustes
- S. dougallii bangsi
- S. dougallii gracilis